# シニア向け分譲マンション
シニア向け分譲マンション（シニアむけぶんじょうマンション）は、高齢者用に作られた「分譲型集合住宅」（所有権方式のマンション）である。

## 概要
自分の家（所有権）であるため、施設とは違って生活に制約がなく自由に暮らせること、また売却したり賃貸に出したりすることが可能である。
他に以下のような特徴がある。
1. 家族数が少ないため、通常のファミリーマンションに比べると部屋は狭めに作られている。
2. 健常高齢者が、それまで変わらない自立生活を継続するための設備が整っている。（キッチン、風呂等）
3. 転倒事故防止のため段差がほとんどない、ヒートショック防止のため温度管理が行き届いている。
4. 高齢者の家事の軽減のため、レストランや大浴場などの施設がマンション内にある。
5. 体調の急変などに対応できるよう、スタッフが２４時間常駐している。
6. 様々なサークル活動やイベントがあり、入居者同士の交流が行われる。
7. 医療や介護の体制が整っている。（契約はそれぞれが事情に合わせて契約する。）

人生の最後まで自宅で過ごしたいと考える高齢者が、現役時代の家に不便さを感じたり不安を抱いて、住み替えるケースが多い。リバースモーゲージ型の高齢者向け住宅ローンが普及してきており、おおむね半額程度の自己資金で購入できるようになっている。